# +WOO 嘉湖

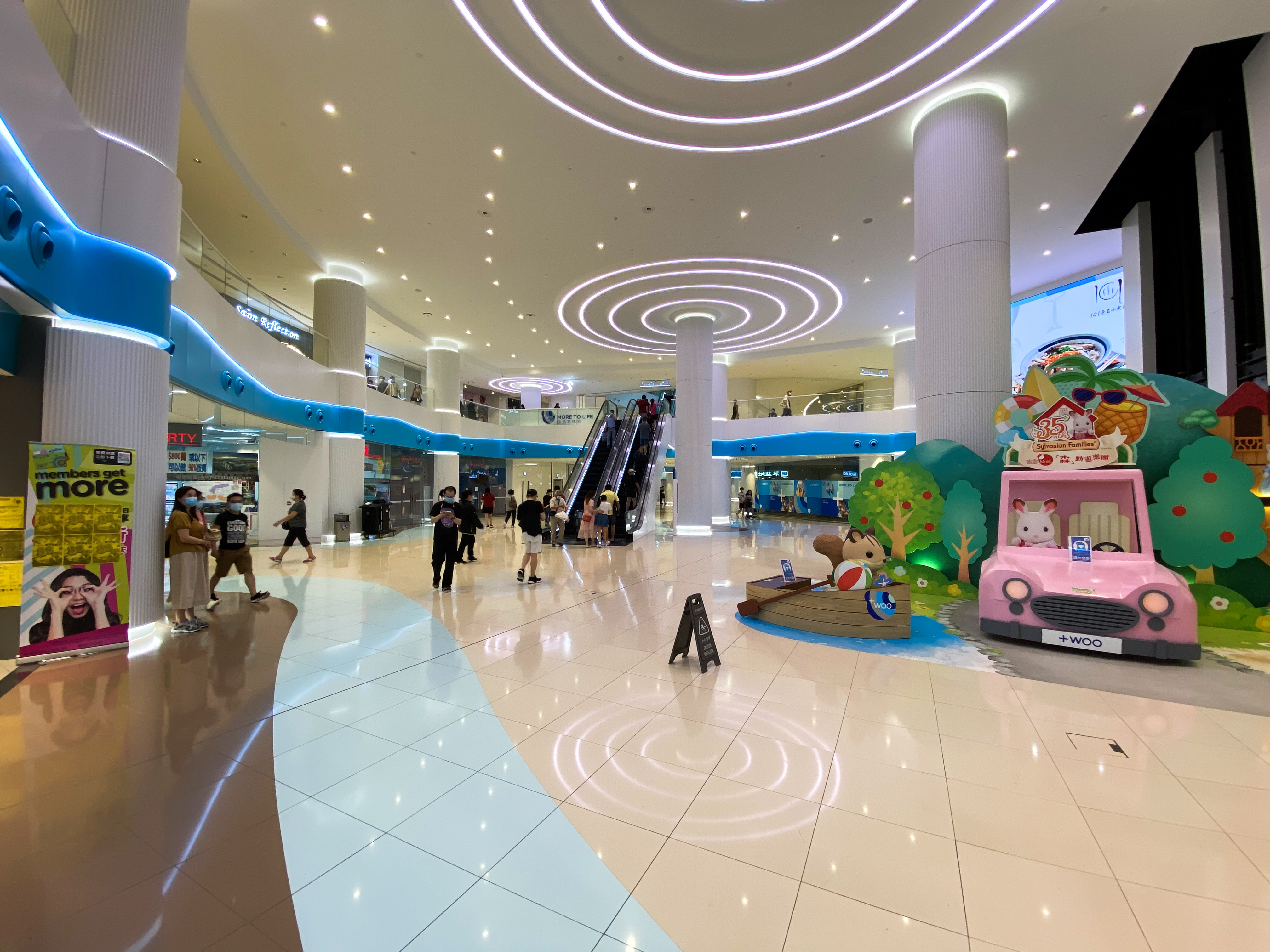
一期商場在2019年翻新後的中庭

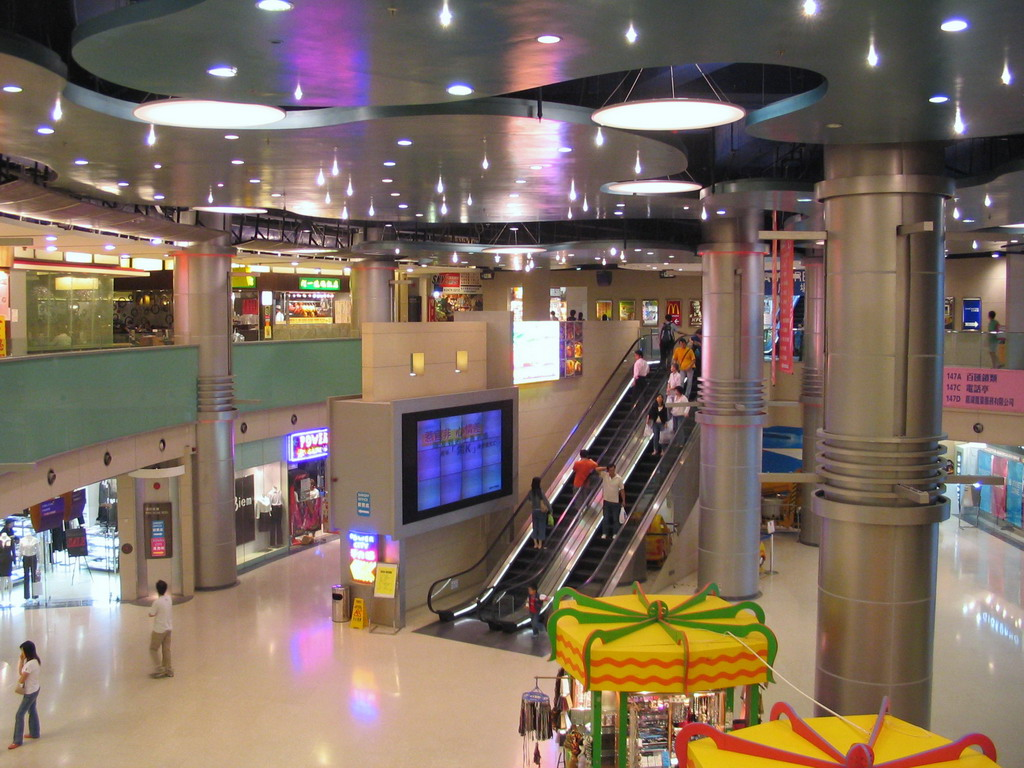
一期商場翻新前的中庭（2007年10月）

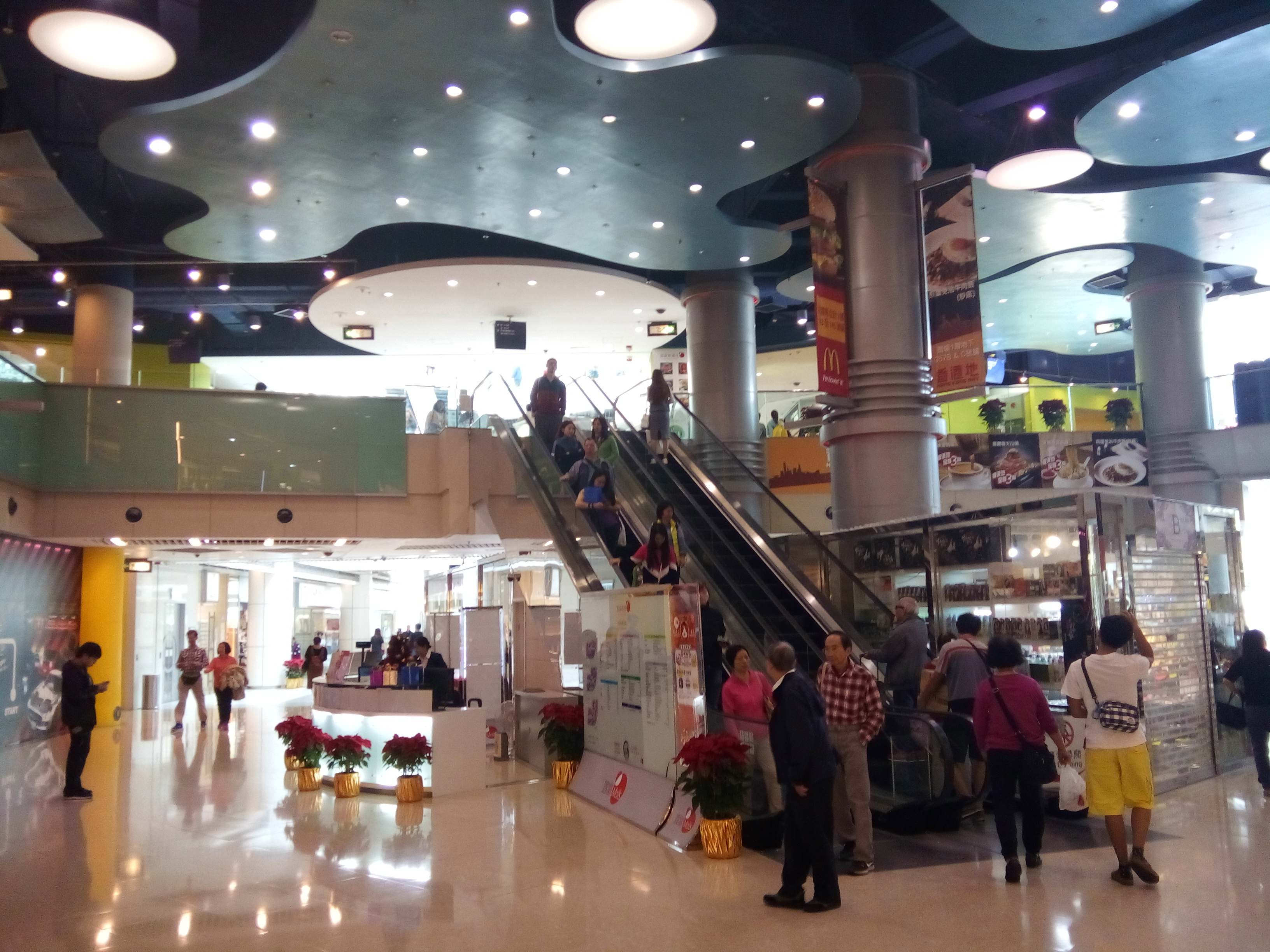
一期商場翻新前的中庭（2016年）

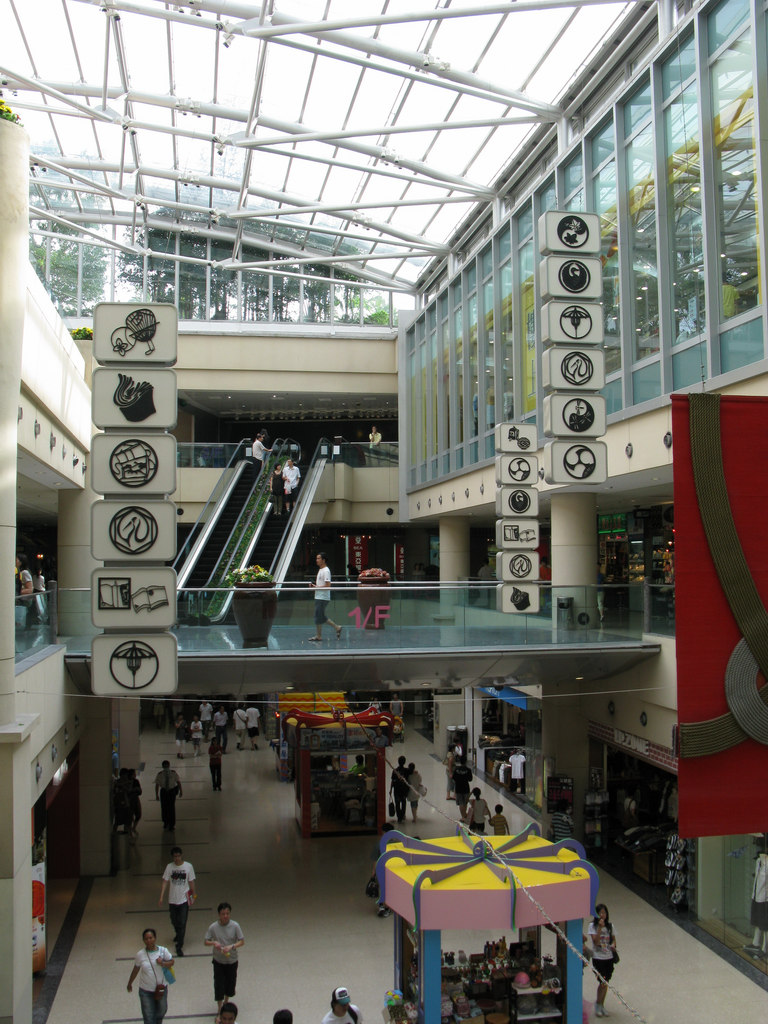
二期商場翻新前的中面中庭（2009年6月）

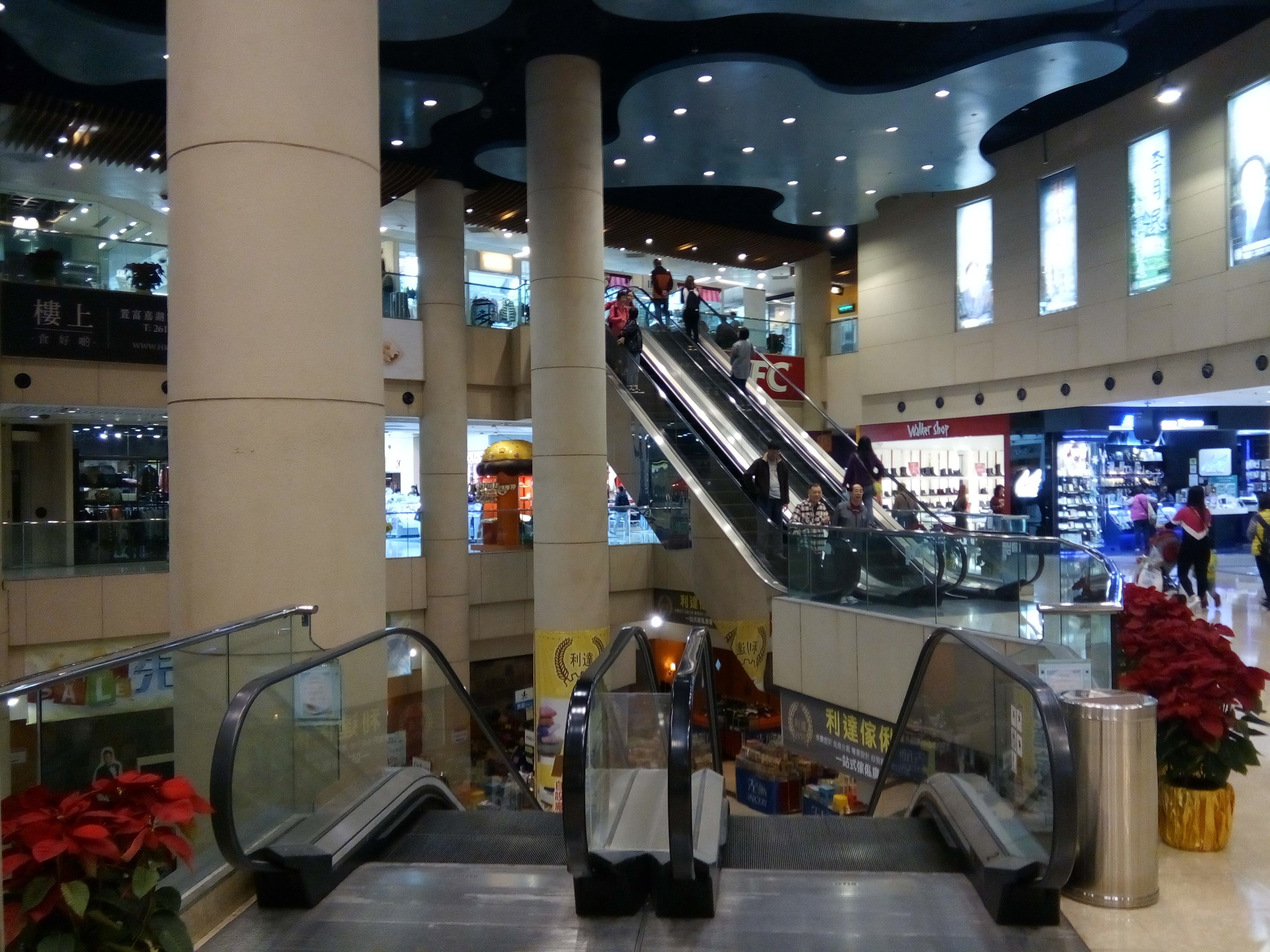
二期商場翻新前的西面中庭（2016年）

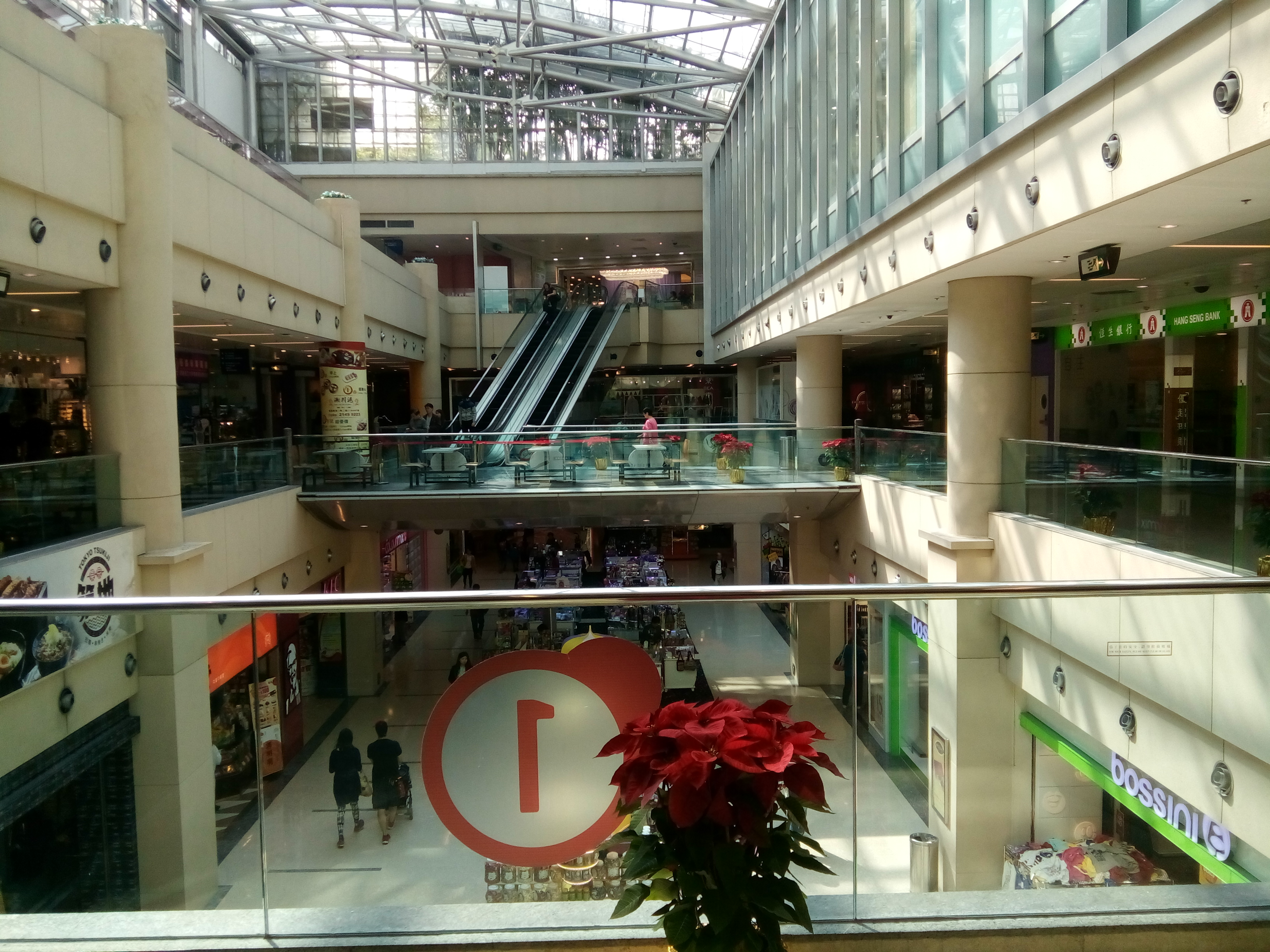
二期商場翻新前的中面中庭（2016年）

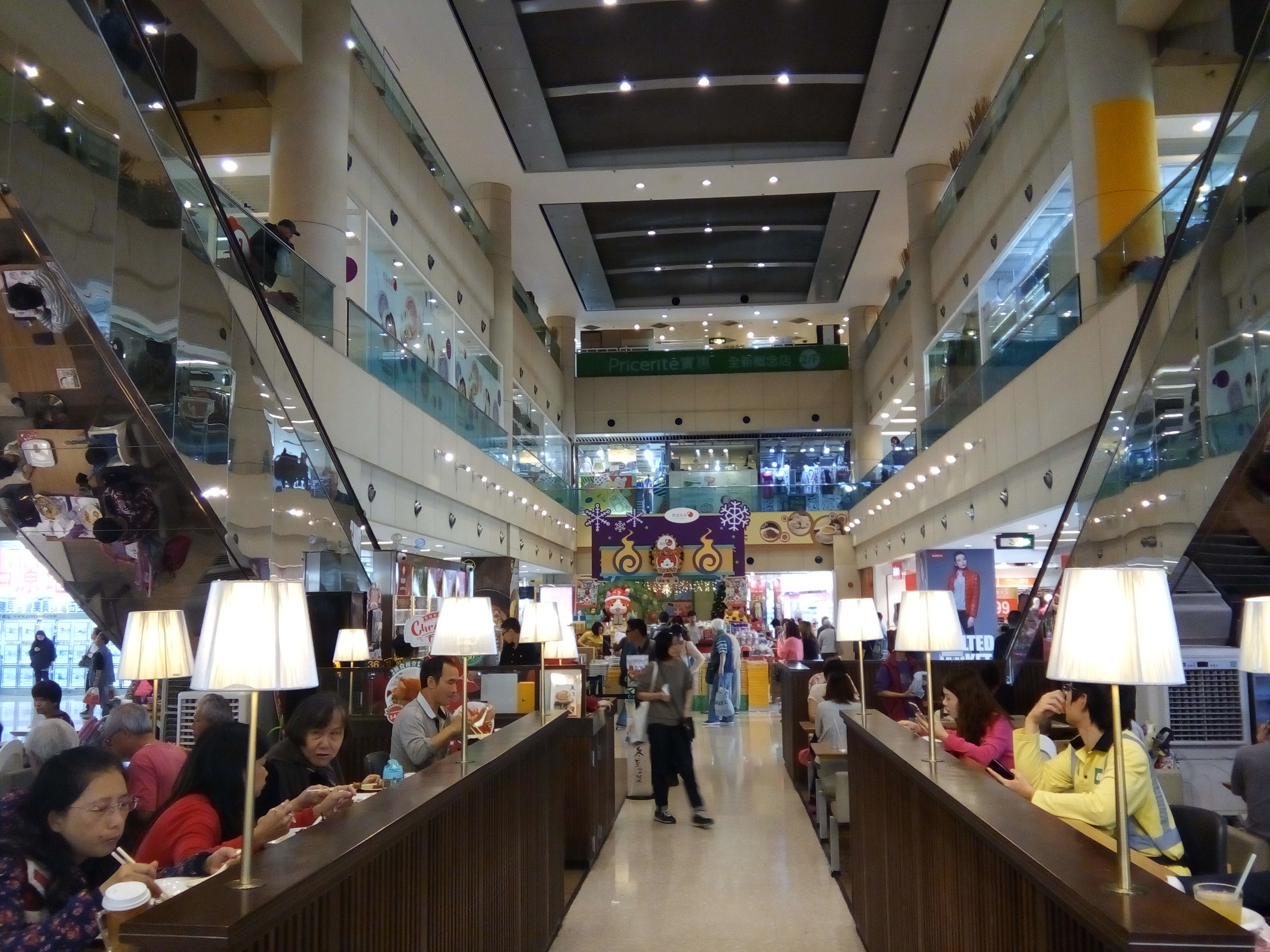
二期商場翻新前的東面中庭（2016年）

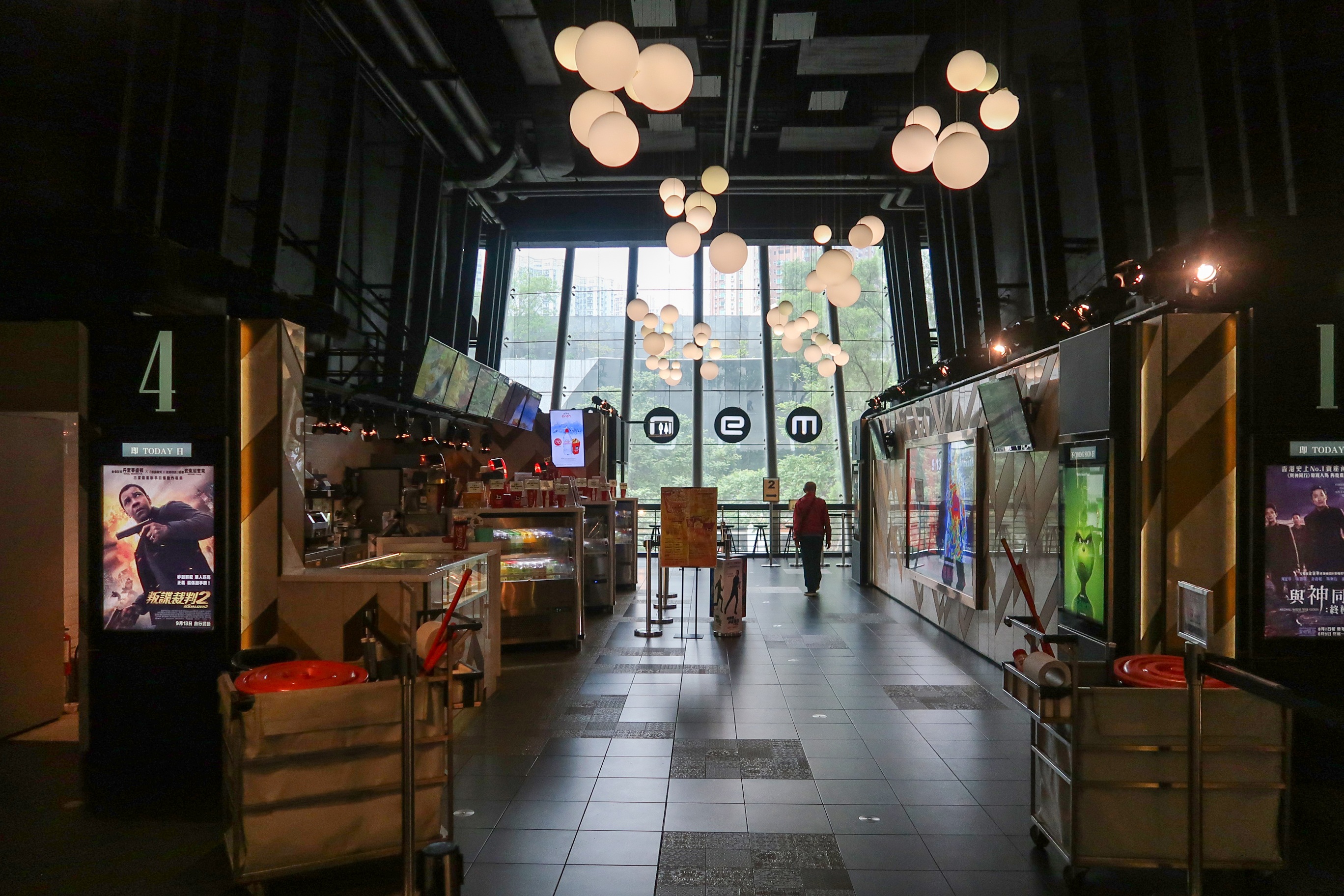
百老匯院線

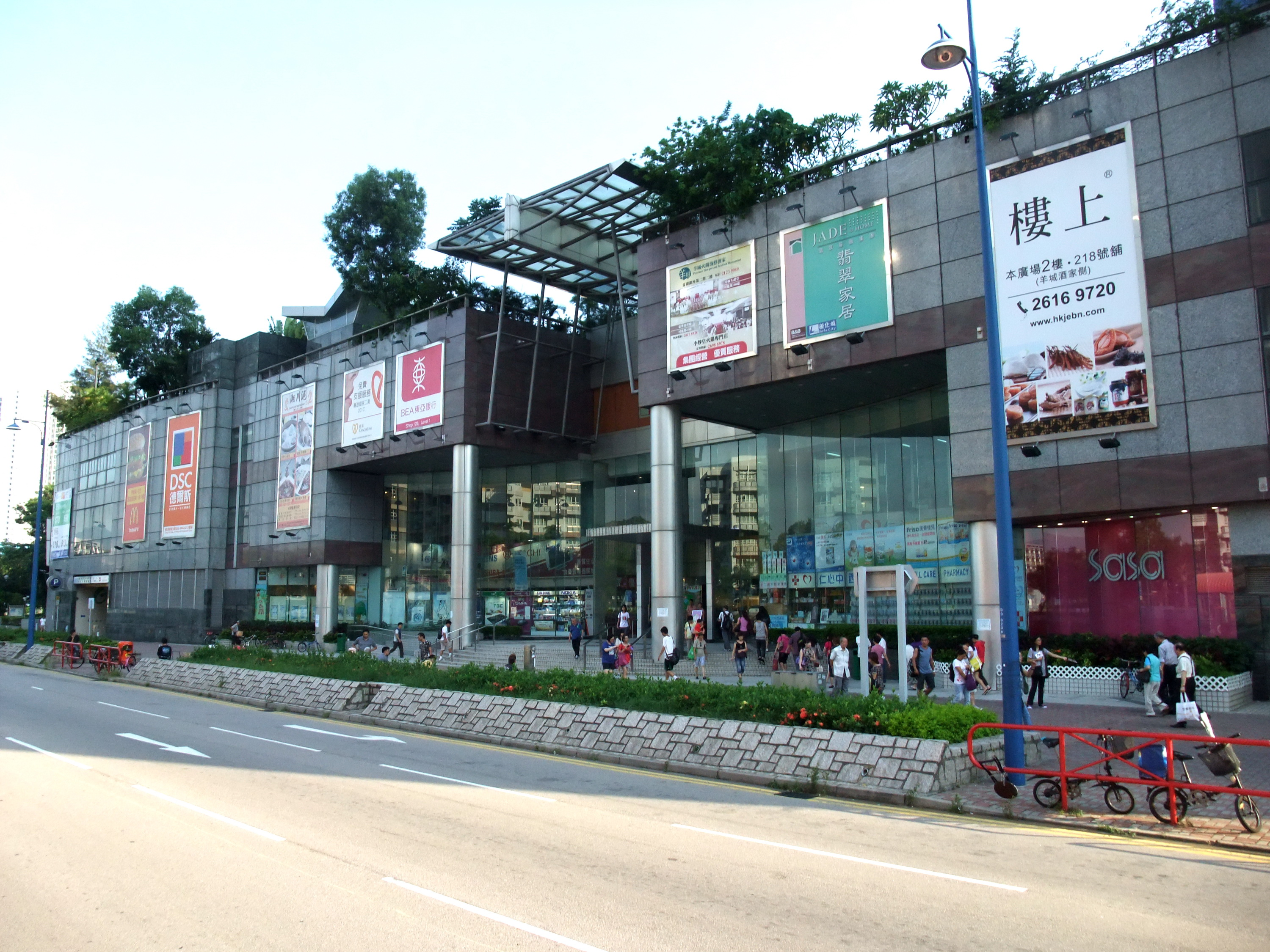
二期商場的正門，前方為天恩路

+WOO 嘉湖（英語：+WOO）前稱嘉湖銀座（英語：Kingswood Ginza）和置富嘉湖（英語：Fortune Kingswood），由劉榮廣伍振民建築師事務所設計，於1999至2000年開業，位於香港新界元朗區天水圍市中心天恩路12-18號，由長江實業發展的一組商場物業，為嘉湖山莊第4期，商場位於毗鄰但不直接相通的一、二期兩幢大樓基座，樓面面積達665,244呎，為天水圍最大型兼唯一附設電影院的私人承建商場，租戶數目約206個。該物業兩幢大樓共設車位622個，提供時租、日租及月租泊車服務。商場上蓋為嘉湖海逸酒店，是天水圍唯一五星級酒店，設1,102個客房。

## 概述
2013年7月30日置富產業信託管理人與長江實業訂立諒解備忘錄，以58.49億港元收購天水圍發展有限公司全部權益連股東貸款，該公司持有位於嘉湖銀座商場及其他資產，包括整座嘉湖銀座商場、位於天水圍的嘉湖發展項目內的其他零售、幼稚園、車位及該等範圍的附屬空間和保留部份，包括622個車位。商場及其他零售可出租總面積66.5萬平方呎，惟不包括約58棟住宅大樓、嘉湖海逸酒店、其他商業區及車位。同年10月9日，置富產業信託完成收購嘉湖銀座，嘉湖銀座改名置富嘉湖。2019年10月9日再易名為「+WOO 嘉湖」。 +WOO取自廣東話諧音「嘉湖」，兩個「O」代表中文「圍」字的兩個圈，有「鄰圍互助」之意，而「+」則象徵璀璨悅目品味生活的無限可能。
據物業持有人置富產業信託的2014年全年財務報告，於2014年年底+WOO 嘉湖出租率達100%（2013：99.0%），估值為港幣6,652百萬，2014年財政年度淨物業收入為港幣218.6百萬，Gross Revenue為港幣312百萬（2013：港幣67.1百萬）。

## 商戶概況
+WOO 嘉湖設兩期商場，分別稱為一期及二期，兩期之間被天水圍公園稍為分隔，互不相通。商場租戶類別（於2014年底）首五位為餐飲（22.1%）、銀行及物業代理（19.3%）、服務及教育（17.9%）、服飾及鞋類（10.6%）及超市（9.2%）。
於2013年10月9日商場改名為置富嘉湖前，原一期名為「有樂町」（Amazing Lane）及二期名為「日比谷」（Cine Valley）。這兩期的名字已於商場改名後棄用。
- 1期主要商戶有：
  - 百佳超級廣場（香港最大面積的超級市場）
  - 屈臣氏
  - 豐澤電器
  - 名創優品
  - 家品屋
  - 腦博士
  - 家庭醫務中心FMC
  - 中國銀行（香港）
  - FOOTSPOT
  - 寶健大藥房
  - 中原地產
  - 美聯物業
  - 利嘉閣地產
  - 祥益地產
  - 百份百餐廳 / Smile Bread
  - 意樂餐廳
  - 必勝客
  - 101手工小火鍋
  - 麻酸樂
  - 泰妹餐廳
  - 大快活
  - 大家樂
  - 麥當勞
  - 一粥麵
  - 海天堂
  - 美心西餅
  - Salon Reflection
  - 7-11便利店
  - OK便利店
  - 位元堂
  - HKTVmall
  - 亮視點
  - 快圖美
  - Little Frog Learning Centre
  - Cherry Tree English Education Centre
  - Eye Level Education Centre
  - Monkey Tree English Learning Centre
  - 心研畫室
  - 聖安娜餅店
  - 順豐速運等

- 2期主要商戶有：

- - 百老匯院線
  - 匯豐銀行
  - 恒生銀行
  - 東亞銀行
  - 上海商業銀行
  - 交通銀行
  - UA亞洲聯合財務
  - 香港賽馬會天水圍投注站
  - 莎莎
  - Colourmix
  - 位元堂
  - 日本城
  - 實惠
  - 飛天流動數碼
  - ERA時代電氣化中心
  - 軒琴居傢俬
  - 翡翠家居
  - madico
  - Veeko
  - Wanko
  - 縱橫2000
  - Bossini
  - Baleno
  - B&X
  - SAMUEL & KEVIN
  - LADY STORY女裝店
  - Gitti女裝店
  - My Favourite童裝店
  - Tree
  - 安莉芳
  - 適式
  - Undecover內衣專門店
  - THE WALKER SHOP
  - DR KONG
  - 7-11便利店
  - 優之良品
  - 樓上燕窩莊
  - 偉成洋酒
  - 中原地產
  - 利嘉閣地產
  - 美聯物業
  - 波仔
  - 肯德基
  - MOS Burger
  - 譚仔雲南米線
  - 山崎麵飽
  - 東海堂
  - 彩逸皇宮/鼎豐火鍋台式料理
  - HK DINER 香港達人
  - 炑八韓烤
  - 美心MX
  - 燒肉LIKE
  - 太興
  - 東京築地拉麵
  - 湘川滬中菜館
  - GAMEZONE
  - 草津田家品雜貨
  - 千年史文具
  - 樂聲琴行
  - Jolly Kids

## 歷史
由2012年起，商場各期的空位加入了不少以玻璃劃成的小型商店，令空間感大大減少。而其中一期的中庭位置被數間小型商店取代，2018年的翻新工程中，將小型商店進行拆卸之後變回空位。
在第一期「有樂町」曾經進行多次翻新工程：
- 一樓曾設有美食廣場，但後來因不受歡迎（或其他不明原因），被改裝成「至In商店街」，採用封閉式設計，但因該設計不能讓地下的中庭直接看見，隱閉式設計令租戶較少，最後改裝為現在的開放式設計。
- 第一期「有樂町」及第二期「日比谷」起初各有百老匯院線的4間影院，合共8間影院。但後來於2006年，「有樂町」的4間影院停止運作，現在只剩下「日比谷」的4間影院。而「有樂町」的4間影院原址被改裝為多間店鋪，其中包括地下的大快活。
- 起初二樓全層為百佳超級廣場，其中包含豐澤電器，後來翻新成百佳購物廣場。而於2008年初，商場進行改裝工程，部分百佳購物廣場及豐澤電器的位置被改成店鋪，百佳的面積比改裝前減少。而百佳購物廣場於當時再翻新後改為百佳超級廣場，豐澤電器也於該層重置。
- 商場地下曾設有美國冒險樂園，結業後分別改為長江實業發展的慧景軒及栢慧豪園的示範單位。該位置已經於2009年完成裝修，主要商戶有7-eleven，中國銀行和麥當勞等等，美國冒險樂園後來多年後於二期重新開業。
- 在連接地下和一樓的扶手電梯旁邊曾有一台大電視，但於2008年被拆卸，之後在2018年的翻新工程中在另一位置重新安裝一台大電視。
- 2018年翻新工程，翻新洗手間、走廊、天花及空廊牆身，原遊戲機中心拆細並改為只能從向天水圍公園一邊出入；並拆卸大快活旁連接地下及一樓的扶手電梯。

在第二期「日比谷」亦同樣曾經進行多次改裝商店工程：
- 位於一樓的天水圍公共圖書館於2013年2月28日正式關閉，其功能由屏山天水圍公共圖書館取代。而該舖位分別分拆為香港賽馬會天水圍場外投注處、太興飲食集團旗下的太興燒味及東京築地拉麵。
- 位於地下的香港賽馬會天水圍場外投注處於2013年12月24日遷上一樓的天水圍公共圖書館部分，位於地下的舊址亦於同日停止服務。而該舖位被分拆成4個舖位，其中大家樂亦同時租用中庭部分，及後大家樂於大型翻新時遷往近天水圍公園出口，而該中庭則由太平洋咖啡取代。
- 2024年二期商場翻新完成，其中近銀座廣場範圍被大幅修改，其觀光升降機及百老匯戲院的售票處附近位置被封閉及拆卸，一樓商場結構亦有改動，填平部分範圍。

## 翻新工程

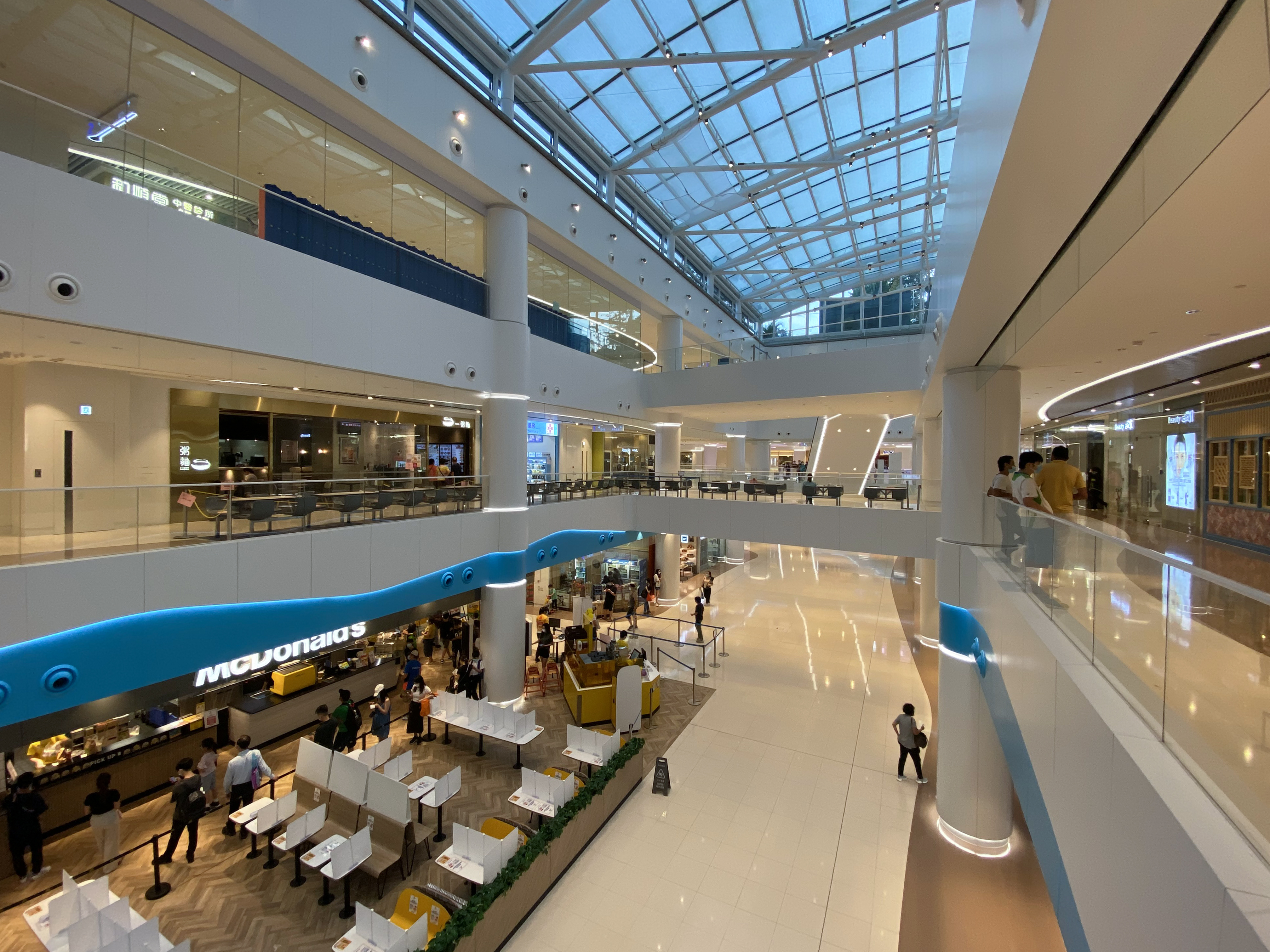
2019年一期翻新後的中庭

2017年，置富產業信託宣佈耗資1.5億港元為商場進行翻新，包括更換商場天花和地板、重新規劃洗手間間格及其通道、翻新升降機及扶手電梯、開闢貨倉作商舖及增設親子洗手間等工程。當中設計靈感源自天水圍的「天」及「水」二字，裝潢採用天空輪廓線和蕩漾湖泊樣式，並於中庭安裝了巨型的LED屏幕，以加強商場內的視聽元素。第一期商場翻新工程於2018年6月動工，已在2019年7月完工。至於第二期商場翻新工程已於2021年展開，工程包括拆除近銀座廣場中庭的觀光升降機、重置五條扶手電梯（為日立扶手電梯）及更改往天水圍運動場的出入口為緊急出口。而商場翻新後，亦於戶外平台設置了一個小型兒童遊樂場。

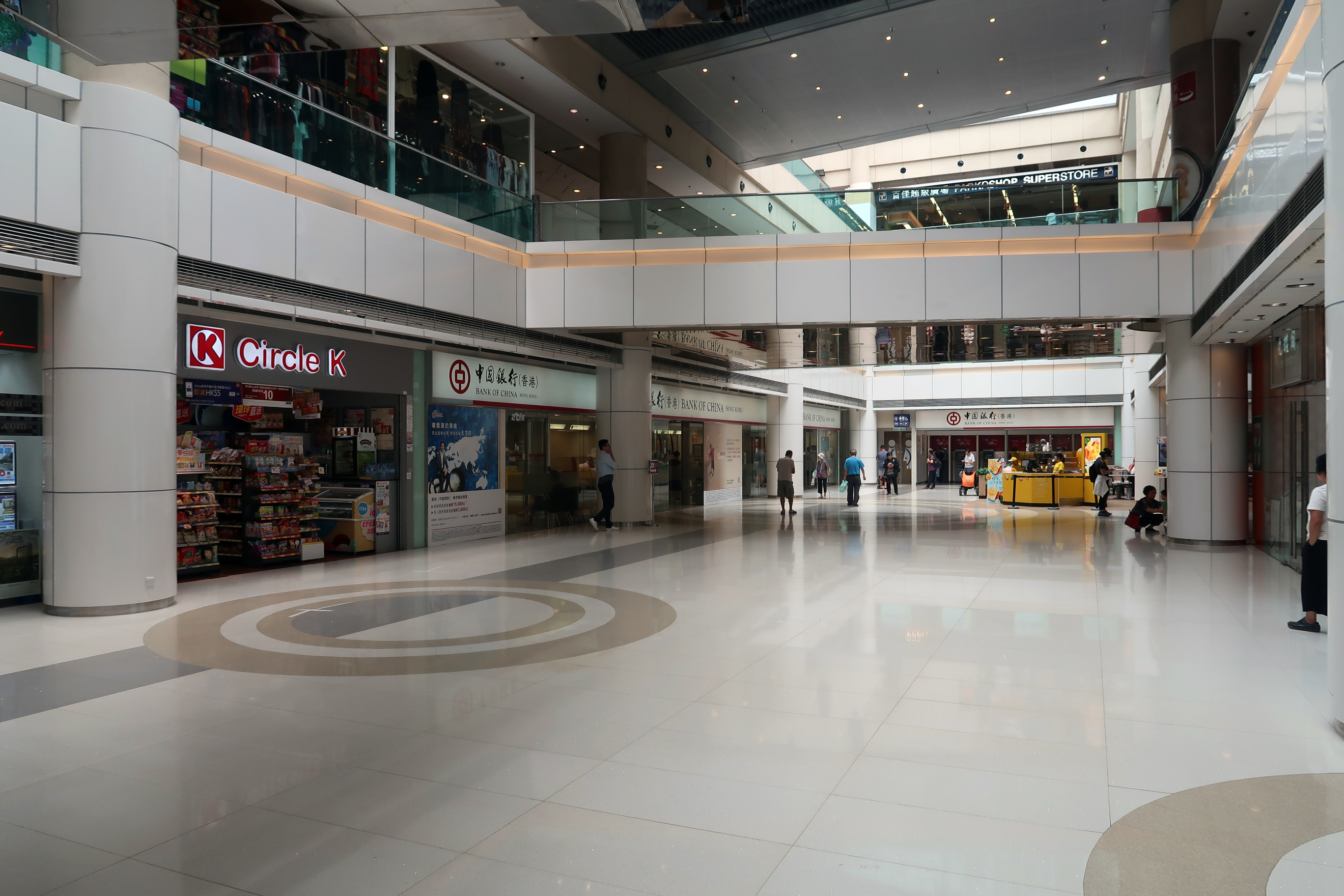
翻新前的一期商場地下（2018年9月）
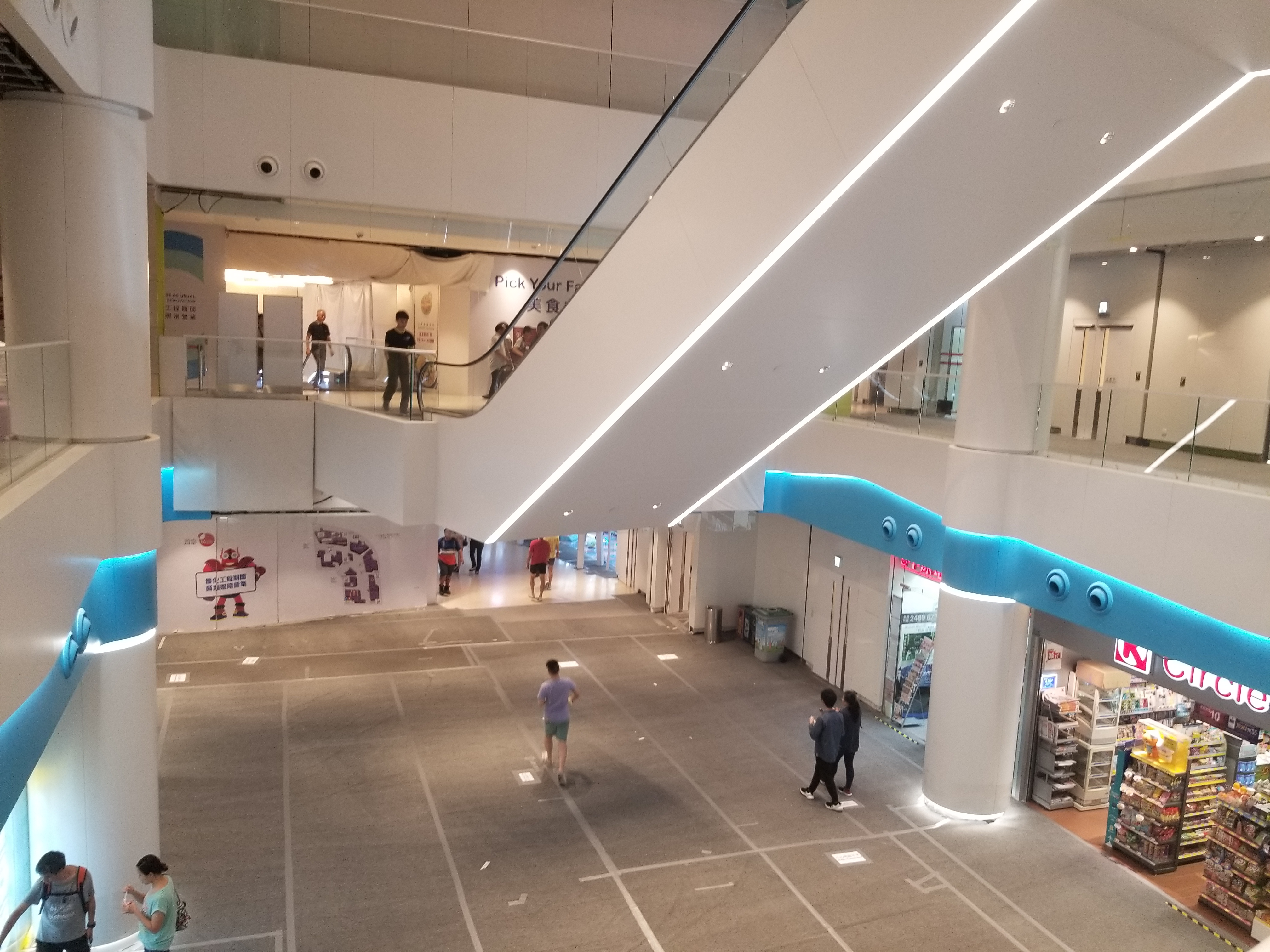
翻新中的一期商場中庭（2019年5月）
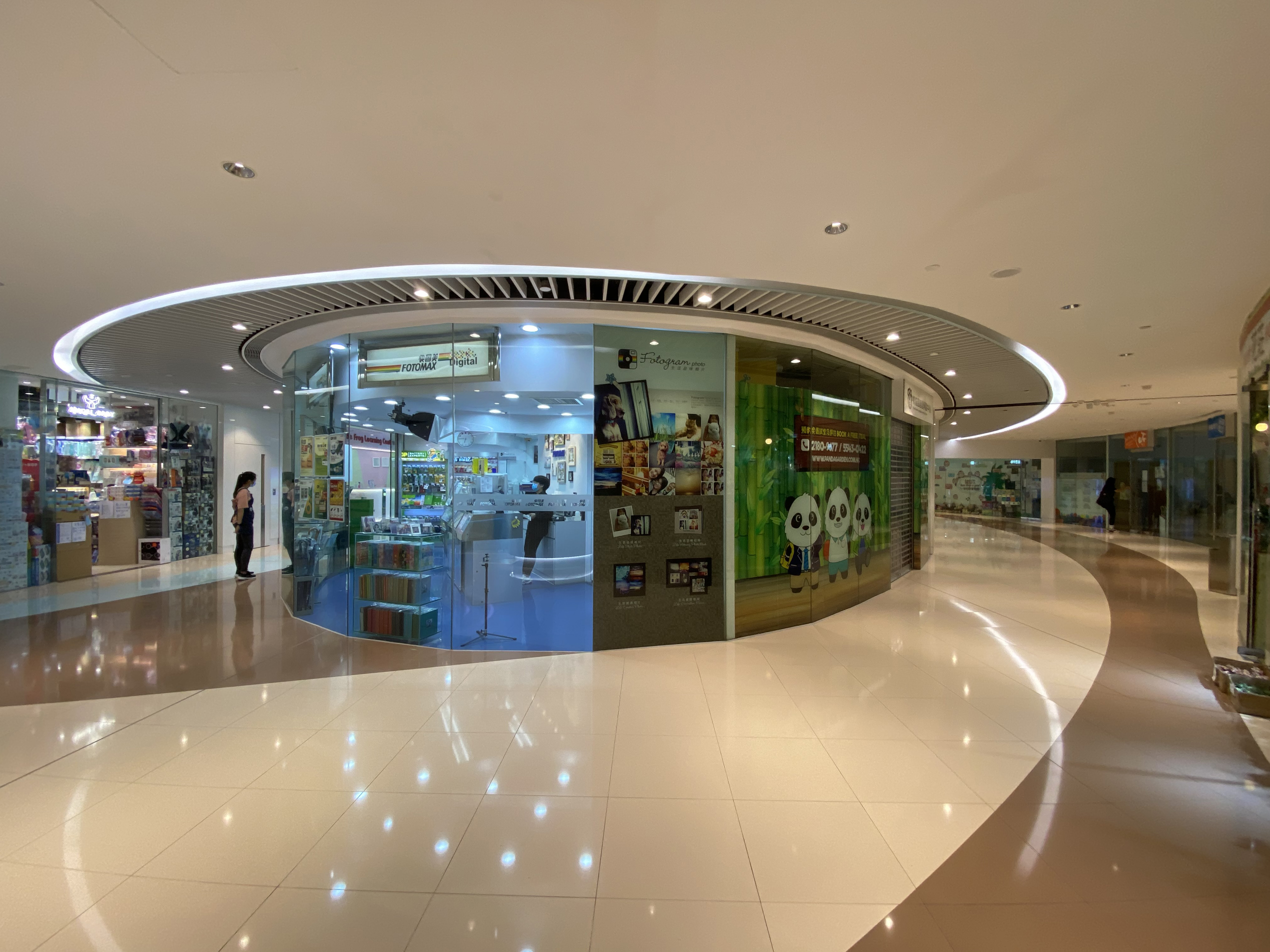
翻新後的一期商場1樓（2020年8月）
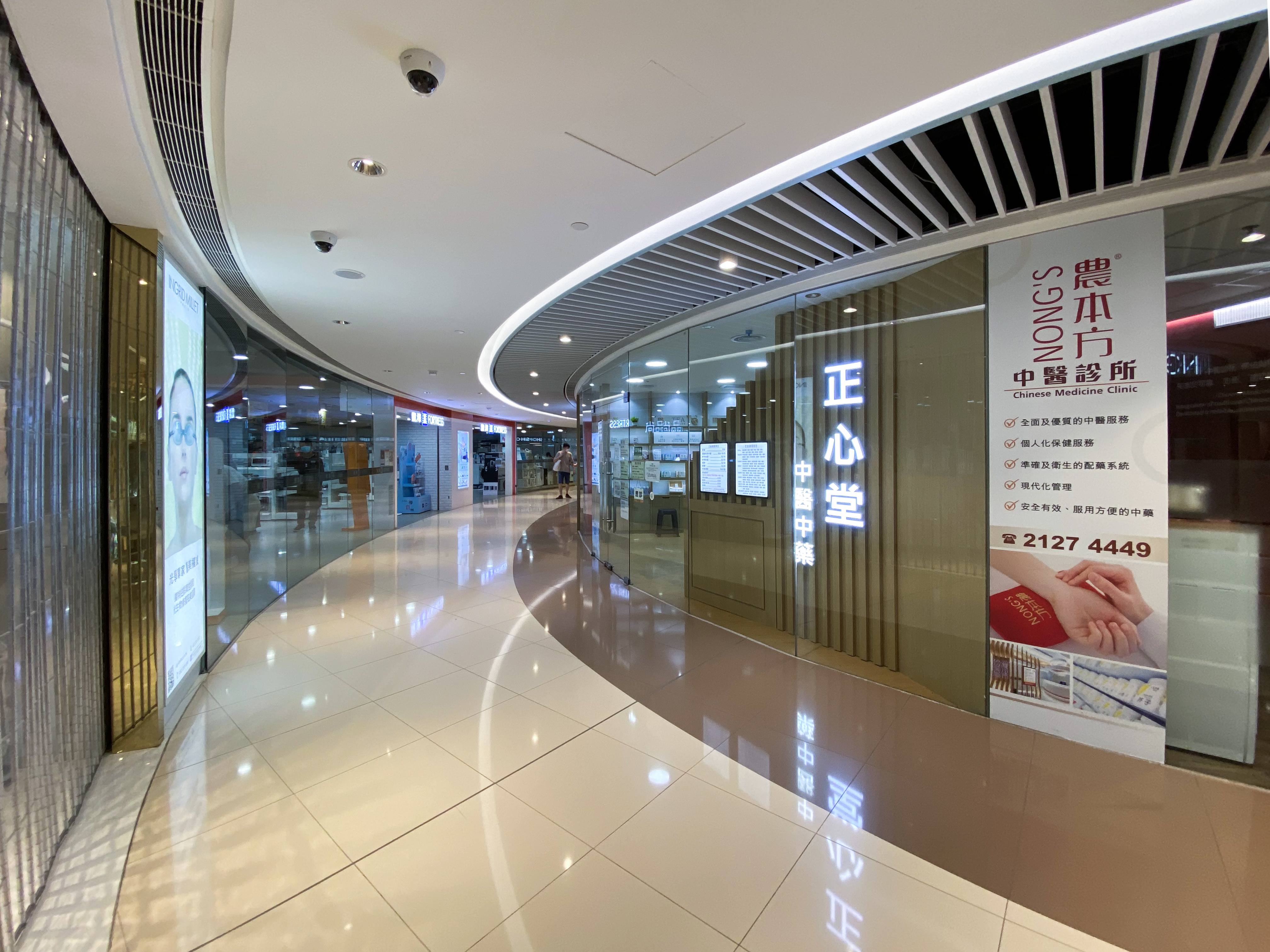
翻新後的一期商場2樓（2020年8月）
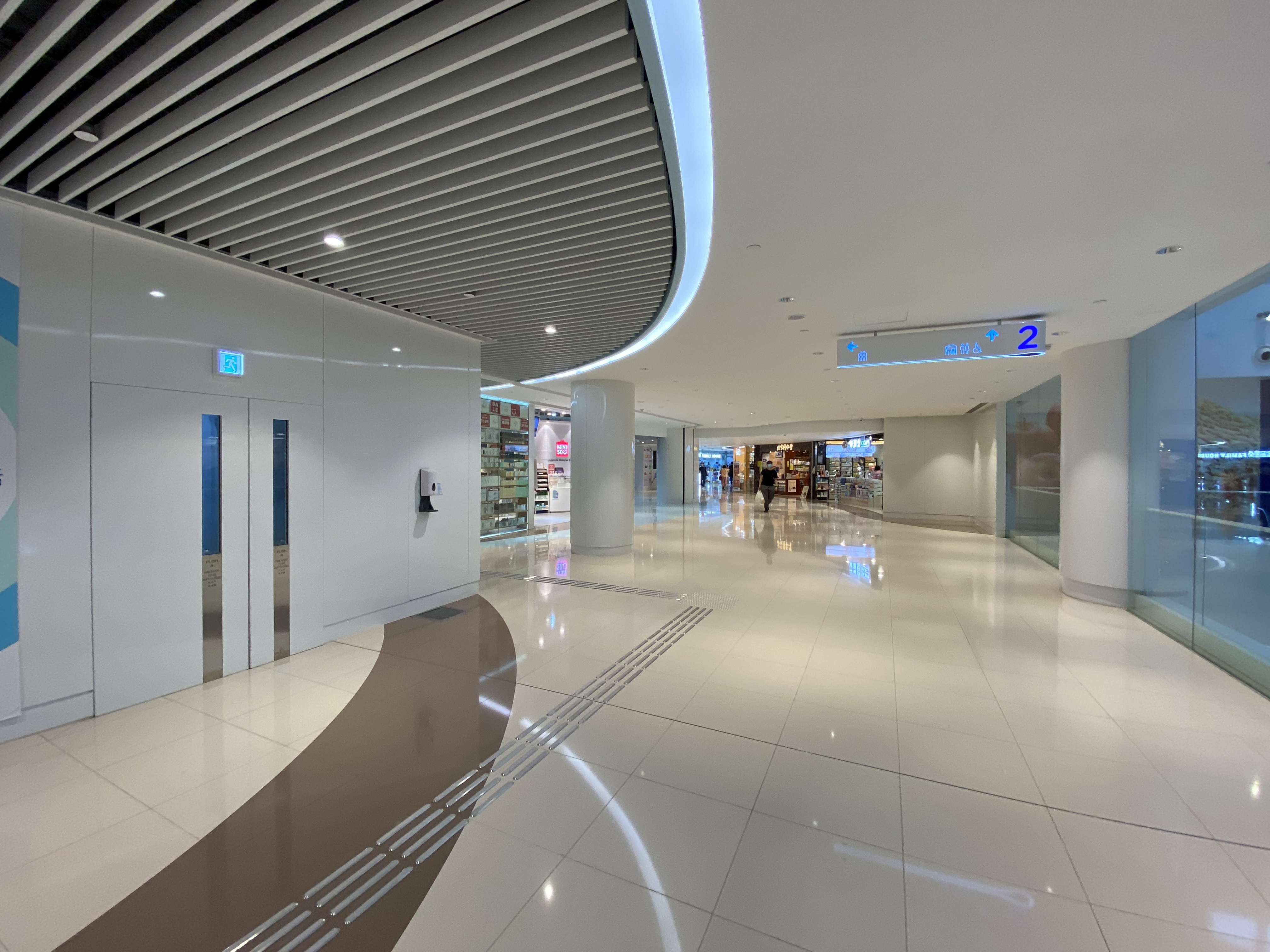
翻新後的一期商場以白色作主調（2020年8月）

## 事件

### 市民舉行「和你唱」活動 警方到場驅散

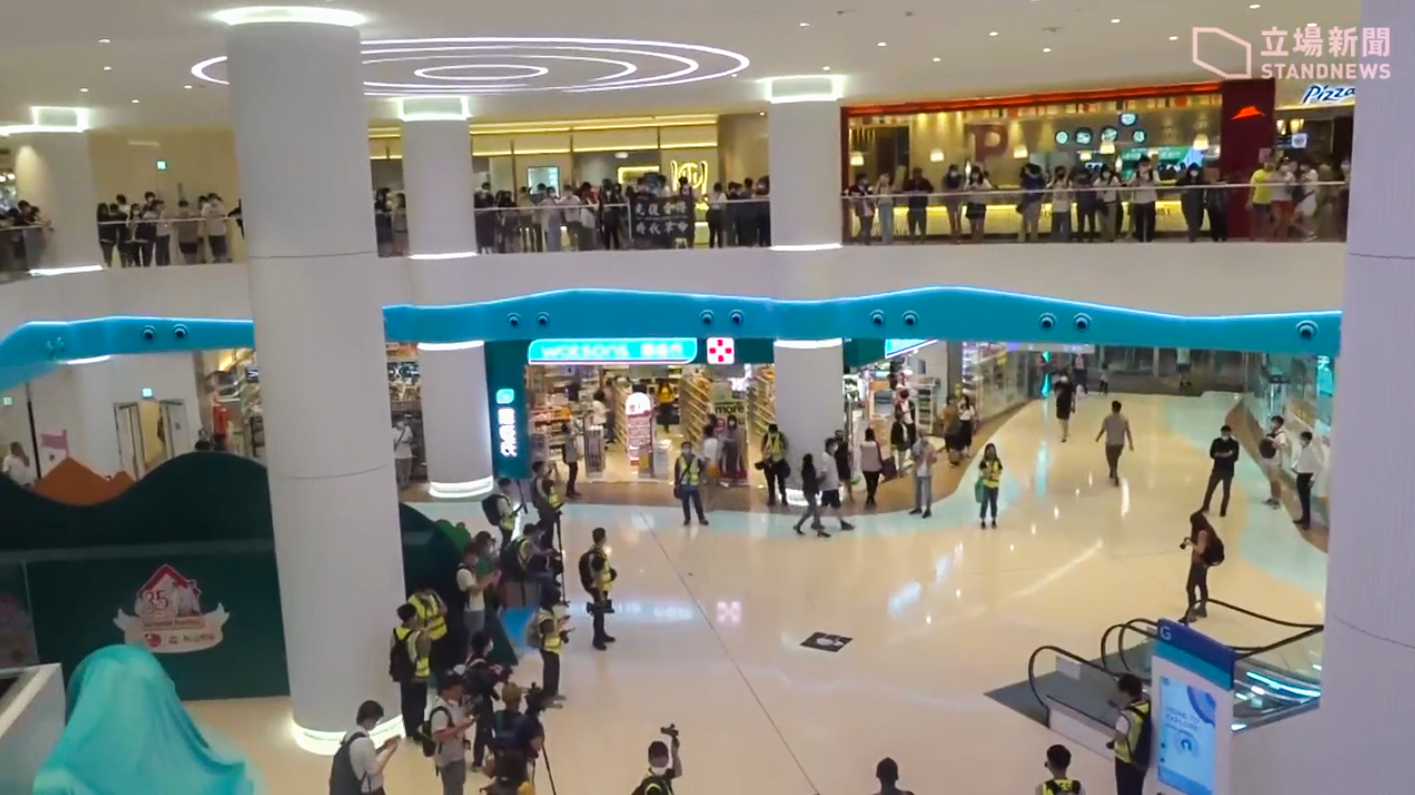
2020年4月30日晚上，近80名市民在天水圍銀座商場一期中庭叫口號，有人展示「光復香港，時代革命」的旗幟

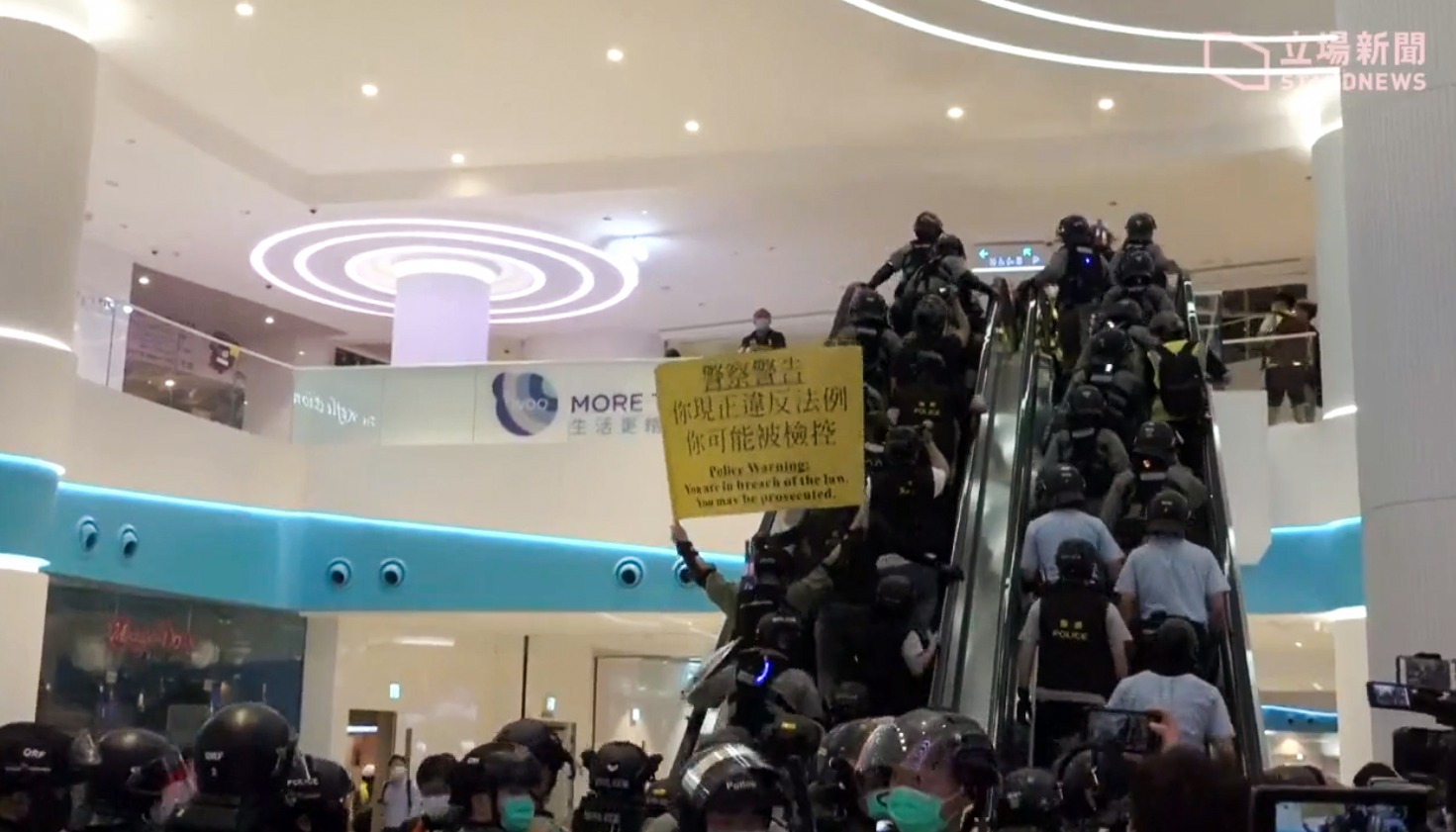
2020年5月6日晚上8時，防暴警察衝入商場時舉起黃旗

2020年4月30日晚上約7點，超過80名市民在商場一期中庭參與「和你唱」活動，包括高呼口號及高舉展示「光復香港，時代革命」的旗幟，以及將政府官員的黑白相貼在地下。7時半左右，有警員進入商場，警告會以「限聚令」票控商場內的市民，逗留5分鐘後離開。到了8時許，防暴警察在商場1期外舉起黃旗驅散市民，並拉起橙色封鎖線，期間一名市民向警員投擲玻璃樽，警員隨即衝前尋找該名市民，但未能找到。到9時許，防暴警察突然舉起藍旗執行驅散行動，一名警員衝到商場門口外箍頸制服一名男青年，此男子其後與4名年輕人被搜查，警員以「限聚令」向他們發出告票。其中1名女子因沒有帶身份證而被帶走。防暴警在晚上10時16分登上警車離開。
5月6日晚上，網上有人再號召於在商場1期中庭，進行「圍城和你sing」，在「限聚令」下，呼籲出席者保持1.5米社交距離，並帶身份證及文宣。晚上近7時，陸續有參與人士於商場中庭及圍欄位置等候，並播起歌曲《願榮光歸香港》及高叫口號。而大批防暴警員傍晚近6時起於商場外一帶巡邏戒備。
晚上約7時半，多名軍裝警員進入商場，以揚聲器警告在場聚集人士違反限聚令，要求他們於20分鐘內和平散去，否則或會進行票控。到晚上約8時，防暴警員先後3次進入商場拉起封鎖線，有4名男女被票控，指違反限聚令。有被票控的人批評警方亂捉人，並被警員用粗口辱罵。時任區議員林進指目睹有街坊被1名防暴警員腳踢，要求見指揮官投訴，隨後被安排到警署錄取口供。林進指目睹有街坊被1名警員腳踢，被安排到警署錄取口供。

## 参見
- 置富產業信託
- 嘉湖山莊
- 栢慧豪園
- 栢慧豪廷
- 嘉湖新北江商場
- 天水圍新市鎮

## 外部連結
- +WOO 嘉湖（页面存档备份，存于）